# Charles Bolden

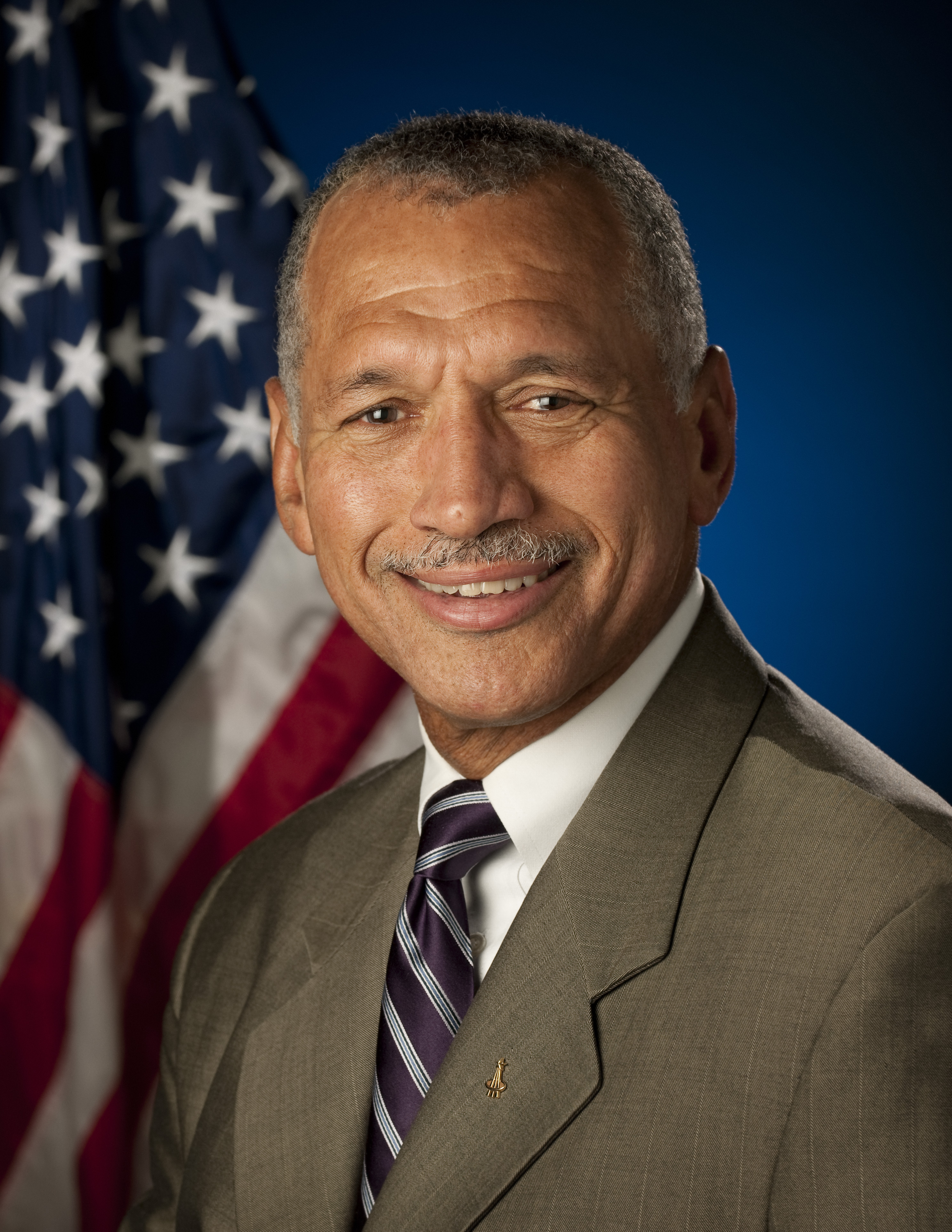
Charles F. Bolden

Charles Frank „Charlie“ Bolden junior (* 19. August 1946 in Columbia, South Carolina) ist ein ehemaliger US-amerikanischer NASA-Astronaut und Generalmajor der Marineinfanterie. Von Juli 2009 bis Januar 2017 war er Administrator der NASA.

## Ausbildung und Militärdienst
Bolden erhielt 1968 einen Bachelor in Elektrotechnik von der United States Naval Academy und 1977 einen Master in Systemmanagement von der University of Southern California.
1968 ging Bolden zum United States Marine Corps, wo er die Ausbildung zum Marineflieger durchlief. 1972 und 1973 flog er mehr als 100 Einsätze im Vietnamkrieg. Nach seiner Rückkehr war er Auswahl- und Rekrutierungsoffizier in Los Angeles und anschließend drei Jahre auf der Marine Corps Air Station in El Toro (Kalifornien) eingesetzt. Im Juli 1979 erhielt er seine Zulassung als Testpilot von der United States Naval Test Pilot School in Patuxent River (Maryland).

## Astronautentätigkeit
Bolden wurde im Mai 1980 von der NASA als Astronautenkandidat ausgewählt.

### STS-61-C
Bolden startete am 12. Januar 1986 als Pilot der Raumfähre Columbia zu seinem ersten Flug ins All. Hauptziel der Mission war es, den Kommunikationssatelliten SATCOM Ku-1 in seine Umlaufbahn zu bringen. Außerdem wurden zahlreiche kleinere astrophysikalische und materialwissenschaftliche Experimente durchgeführt.

### STS-61-J
Diese aufgrund des Challenger-Unglücks abgesagte Atlantis-Mission STS-61-J hätte im Oktober 1986 das Hubble Space Telescope aussetzen sollen. Als Besatzung waren Kommandant John Watts Young (wäre sein 7. Start gewesen), Pilot Charles Bolden und die drei Missionsspezialisten Kathryn Dwyer Sullivan, Bruce McCandless und Steven Alan Hawley eingeplant. Die Mission wurde später STS-31.

### STS-31
Boldens zweiter Flug – wieder als Pilot – begann am 24. April 1990. Hauptaufgabe von STS-31 war das Aussetzen des Hubble-Weltraumteleskops. Daneben wurden mit einer IMAX-Kamera Aufnahmen von der Erde gemacht. Die Discovery landete nach fünf Tagen am 29. April.

### STS-45
Als Kommandant der Raumfähre Atlantis flog Bolden im Rahmen der ATLAS-1-Mission (Atmospheric Laboratory for Applications and Science) am 24. März 1992 ins All. Bei dieser Spacelab-Mission wurden Studien in den Bereichen Atmosphärenchemie, Sonneneinstrahlung, Plasmaphysik und Ultraviolettastronomie durchgeführt.

### STS-60
Am 3. Februar 1994 startete Bolden zu seiner letzten Mission. Eine Besonderheit dieses Fluges war, dass mit Sergei Krikaljow zum ersten Mal ein russischer Raumfahrer mit einem amerikanischen Raumschiff flog. Die Wake Shield Facility und das Spacehab-Modul waren die Hauptnutzlasten an Bord der Discovery.

## Nach der Astronautentätigkeit
Im Juni 1994 verließ Bolden die NASA und kehrte in den aktiven Dienst im US Marine Corps zurück. Im Juli 1998 wurde er zum Generalmajor befördert. Am 9. August 2002 schied er aus dem Marine Corps aus und wurde im Januar 2003 von der American Puretex Water Corporation und PureTex Water Works als Präsident und Chief Operating Officer angestellt. Drei Monate danach endete das Anstellungsverhältnis.
Am 20. Mai 2009 wurde er von Präsident Barack Obama für den Posten des NASA-Administrators und Lori Garver als seine Stellvertreterin nominiert. Am 15. Juli 2009 wurde Bolden durch den Senat als NASA-Administrator und Nachfolger von Michael Griffin bestätigt. Diese Aufgabe übte er bis zum 19. Januar 2017 aus.
2020 wurde Bolden in die National Academy of Engineering gewählt.

## Privates
Charles Bolden und seine Frau Alexis haben zwei Kinder.